# 三星Galaxy Note
Samsung Galaxy Note是韓國三星電子在2011年底時推出全球第一台介於大螢幕智慧型手機與平板電腦間的行動通訊産品（又稱平板手機）。其擁有5.3英吋屏幕，為截止2012年8月世界上螢幕尺寸第二大的行動電話，其後繼型號Samsung Galaxy Note II坐擁最大屏幕尺寸的地位。

## 歷史
Galaxy Note最早是2011年8月在德國IFA展中推出，拥有5.3英寸HD Super AMOLED屏幕，并配备手写笔。2011年月10在德國首先銷售，其他的國家很快就跟進，開啟了消費者不同於以往的行動通訊使用經驗。至11月底，主要的市場包含東亞、歐洲以及印度。
2012年1月至3月的第一季，已經賣出500萬台。2012年6月1日，Samsung 宣稱已賣出700萬台。2012年8月15日，Samsung 通讯部门全球行销主管李永熙宣布，Galaxy Note在过去9个月的时间已銷售達1000萬台。

## 尺寸
擁有5.3英寸屏幕的Galaxy Note可以說是模糊了手机与平板电脑的界线，被称为Phablet，也就是phone與tablet的意思。业界一直对Galaxy Note持质疑态度，作为手机的屏幕太大，作为平板屏幕又太小。 ABI Research稱尺寸在4.6英寸至5.5英寸之内的移动设备均可称为“Phablet”；三星則認為5寸以下的手機稱為“Phone”，而不是“Phablet”。

## 規格[7]
- 通信系統：HSDPA／UMTS／GSM四頻／LTE（僅限於韓國、日本、美國及LTE版本）
- 螢幕：5.3" Super AMOLED HD 1280x800
- 處理器：Samsung Exynos 4210 1.4Ghz Dual-core（國際版本）／高通 Snapdragon 8255T 1.5Ghz Dual-core（僅限於韓國,美國,日本及 LTE 版本）
- 系統：Android 2.3.5和TouchWiz 4.0，2012年1月升級至Android 2.3.6，2012年5月24日升級至Android 4.0.3（中文版）[8]，在2012年7月28日升級至Android 4.0.4（中文版），繼而於10月升級至4.0.4和TouchWiz 5.0界面，台灣在2013年2月18日升級至4.1.2和TouchWiz 5.0 UX界面，並加入了Samsung Galaxy Note II的多重畫面。
- 相機：800萬畫素（有LED閃光燈）
- 重量：178g
- 顏色選擇：黑（深藍）、白、粉紅（日本版本只有白色）
- NFC：有（僅限於韓國和美國等版本）
- 産地：韓國
- 上市日期：2011年11月8日（3G版本）；2012年7月20日（LTE版本）（香港）

### 繪圖筆
Galaxy Note的特色就是有一支觸控筆能作為隨機操控設備，這稱為S Pen等介面操作。

### 軟體
自2012年5月，Galaxy Note已更新至Android 4.0.3，但更新不久後出現系統運作異常及耗電量過高問題而受到批評。其後在7月推出更新至Android 4.0.4 "Ice Cream Sandwich"，之前是使用 Android 2.3 "Gingerbread"。其使用界面預設Samsung的TouchWiz界面，加入支援S Pen的功能。於2013年2月已升級為Android 4.1.2其操作介面與Samsung Galaxy Note II相似，使用流暢度大幅提升，但偶而會有當機的現象，此一反應是系統完全沒有辦法執行任何動作，須要直接將電池取下，重新開機才可正常啟動。
許多軟體都是預載到裝置上，包含Android標準軟體，如電子郵件、瀏覽器及播放器；有一些軟體是鎖定商業人士，如Polaris Office、personal information manager software、S Note以及繪圖軟體。

## 外部連結
- 官方网站
- 官方网站

| 前任： --- | 第一代 Samsung Galaxy Note | 繼任： Samsung Galaxy Note II |